# Campionati mondiali di canoa/kayak slalom 1963
Gli ottavi Campionati mondiali di canoa/kayak di slalom si sono svolti a Spittal an der Drau (Austria).

## Podi

### Uomini
| Evento        | Oro                                        | Perform. | Argento                              | Perform. | Bronzo                                  | Perform. |
| Canoa         |                                            |          |                                      |          |                                         |          |
| C-1           | Germania Est Manfred Schubert              |          | Germania Est Gert Kleinert           |          | Svizzera Jean-Claude Tochon             |          |
| C-1 a squadre | Germania Est                               |          | Germania Ovest                       |          | Svizzera                                |          |
| C-2           | Germania Est Günther Merkel Manfred Merkel |          | Jugoslavia Nathan Bernot Dare Bernot |          | Germania Est Siegfried Lück Jürgen Noak |          |
| C-2 a squadre | Germania Est                               |          | Germania Ovest                       |          | Austria                                 |          |
| Kayak         |                                            |          |                                      |          |                                         |          |
| K-1           | Germania Est Jürgen Bremer                 |          | Germania Est Rolf Luber              |          | Cecoslovacchia Jiri Cerny               |          |
| K-1 a squadre | Germania Est                               |          | Polonia                              |          | Regno Unito                             |          |

### Misto
| Evento | Oro                                   | Perform. | Argento                                       | Perform. | Bronzo                                         | Perform. |
| Kayak  |                                       |          |                                               |          |                                                |          |
| C-2    | Jugoslavia Alenka Bernot Borut Justin |          | Germania Ovest Margitta Krüger Werner Lempert |          | Cecoslovacchia Vratislava Novaková Karel Novák |          |

### Donne
| Evento        | Oro                             | Perform. | Argento                    | Perform. | Bronzo                        | Perform. |
| Kayak         |                                 |          |                            |          |                               |          |
| K-1           | Cecoslovacchia Ludmilla Polesna |          | Germania Est Ursula Gläser |          | Cecoslovacchia Jana Zverinová |          |
| K-1 a squadre | Germania Est                    |          | Cecoslovacchia             |          | Germania Ovest                |          |

## Medagliere
| Posizione | Paese          | Oro | Argento | Bronzo | Totale |
| --------- | -------------- | --- | ------- | ------ | ------ |
| 1         | Germania Est   | 7   | 4       | 1      | 12     |
| 2         | Cecoslovacchia | 1   | 1       | 3      | 5      |
| 3         | Jugoslavia     | 1   | 1       | 0      | 2      |
| 4         | Germania Ovest | 0   | 2       | 1      | 3      |
| 5         | Polonia        | 0   | 1       | 0      | 1      |
| 6         | Svizzera       | 0   | 0       | 2      | 2      |
| 7         | Austria        | 0   | 0       | 1      | 1      |
| 7         | Regno Unito    | 0   | 0       | 1      | 1      |
| Totale    | Totale         | 9   | 9       | 9      | 27     |